# Чемпионат Анголы по шоссейному велоспорту
Чемпионат Анголы по шоссейному велоспорту — национальный чемпионат Анголы по шоссейному велоспорту, проводимый Федерацией велоспорта Анголы с 2003 года. За победу в дисциплинах присуждается майка в цветах национального флага (на илл.).

## Призёры

### Мужчины. Групповая гонка.
| Год  | Победитель       | Второй                   | Третий                   |
| ---- | ---------------- | ------------------------ | ------------------------ |
| 2003 | Марсиу Гевара    |                          |                          |
| 2004 | Иван Андрей      |                          |                          |
| 2005 | Игор Силва       | Марсиу Гевара            | Круш Лима                |
| 2006 | Вальтер Да Силва | Игор Силва               | Мануэль Хасинто Освальдо |
| 2007 |                  |                          |                          |
| 2008 | Бруно Андре      | Педро Луабо              | Мануэль Перейра          |
| 2009 |                  |                          |                          |
| 2010 | Игор Силва       | Даниэль Леонардо Зиетого | Бруно Андре              |
| 2011 | Игор Силва       | Вальтер Да Силва         | Кандиду Монтейру         |
| 2012 | Игор Силва       | Вальтер Да Силва         | Дарио Антониу            |
| 2013 | Игор Силва       | Вальтер Да Силва         | Дарио Антониу            |
| 2014 | Игор Силва       | Вальтер Да Силва         |                          |
| 2015 | Игор Силва       | Жозе Туто Круш           | Дарио Антониу            |
| 2016 | Дарио Антониу    | Мариу Карвалью           | Жозе Туто Круш           |
| 2017 | Игор Силва       | Дарио Антониу            | Вальтер Да Силва         |
| 2018 | Жозе Панцо       | Дарио Антониу            | Игор Силва               |
| 2019 | Элдер Силва      | Мариу Карвалью           | Жозе Туто Круш           |
| 2020 |                  |                          |                          |
| 2021 |                  |                          |                          |
| 2022 | Бруно Араужу     | Евклид Чинги             | Хельвио Лемос            |

### Мужчины. Индивидуальная гонка.
| Год  | Победитель               | Второй             | Третий                   |
| ---- | ------------------------ | ------------------ | ------------------------ |
| 2003 | Марсиу Гевара            |                    |                          |
| 2004 | Игор Силва               |                    |                          |
| 2005 | Игор Силва               | Марсиу Гевара      | Круш Лима                |
| 2006 | Игор Силва               | Вальтер Да Силва   | Вальтер Мануэль Освальдо |
| 2007 | Игор Силва               |                    |                          |
| 2008 | Даниэль Леонардо Зиетого | Игор Силва         | Жозе Туто Круш           |
| 2009 |                          |                    |                          |
| 2010 | Игор Силва               | Висенту Лелу Нголо | Даниэль Леонардо Зиетого |
| 2011 | Игор Силва               | Вальтер Да Силва   | Марселино Агостиньл      |
| 2012 | Игор Силва               | Дарио Антониу      |                          |
| 2013 | Игор Силва               | Вальтер Да Силва   | Жозе Туто Круш           |
| 2014 | Игор Силва               | Вальтер Да Силва   | Мариу Карвалью           |
| 2015 | Игор Силва               | Мануэль Бетилсон   | Дарио Антониу            |
| 2016 | Игор Силва               | Мариу Карвалью     |                          |
| 2017 | Дарио Антониу            | Жозе Панцо         | Мариу Карвалью           |
| 2018 | Дарио Антониу            | Мариу Карвалью     | Игор Силва               |
| 2019 | Дарио Антониу            | Игор Силва         | Жозе Туто Круш           |
| 2020 |                          |                    |                          |
| 2021 |                          |                    |                          |
| 2022 | Дарио Антониу            | Игор Силва         | Евклид Чинги             |